# Chevrolet Vega
Chevrolet Vega – samochód osobowy klasy kompaktowej produkowany pod amerykańską marką Chevrolet w latach 1970 – 1977.

## Historia i opis modelu

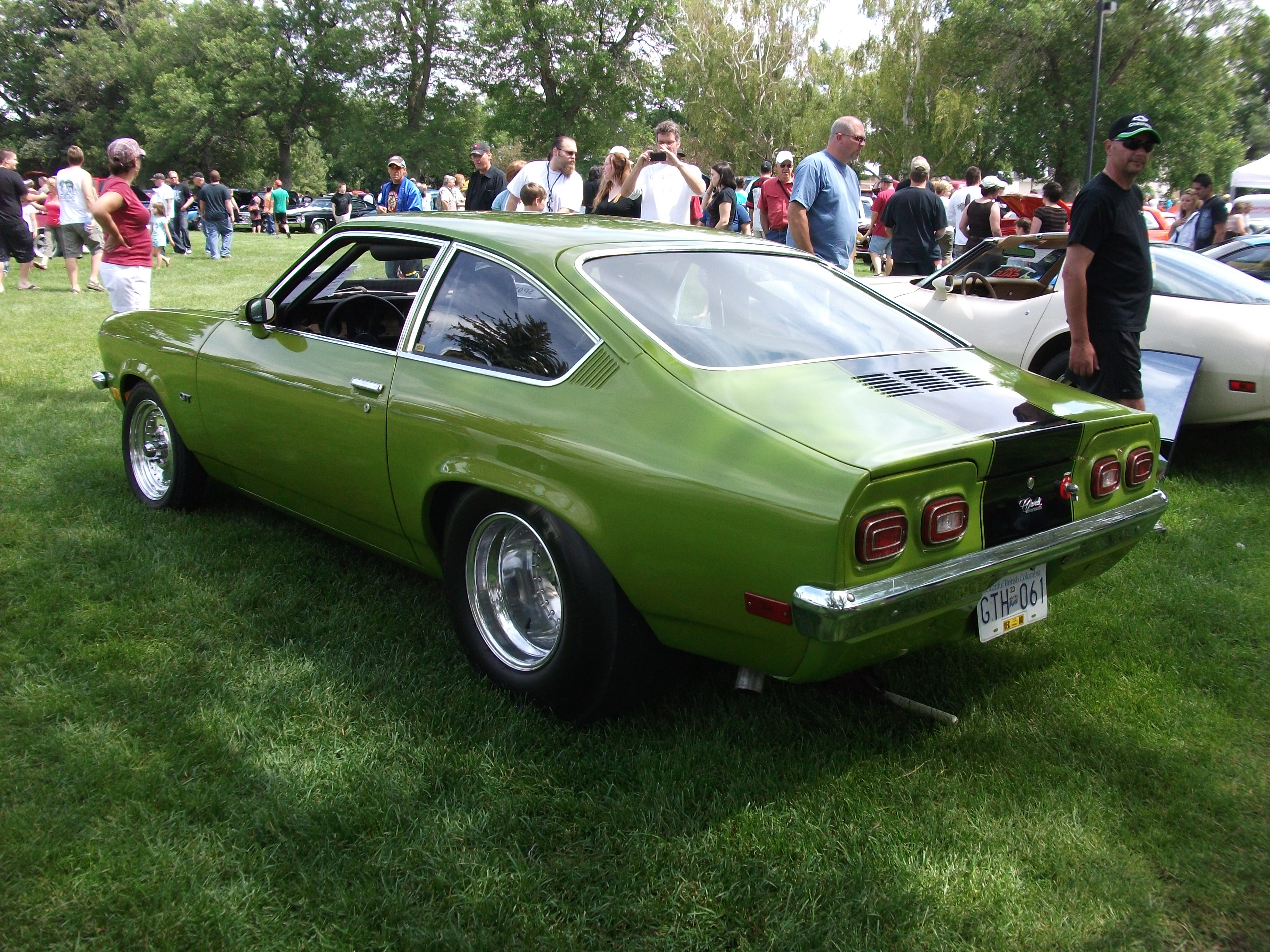
Chevrolet Vega - tył

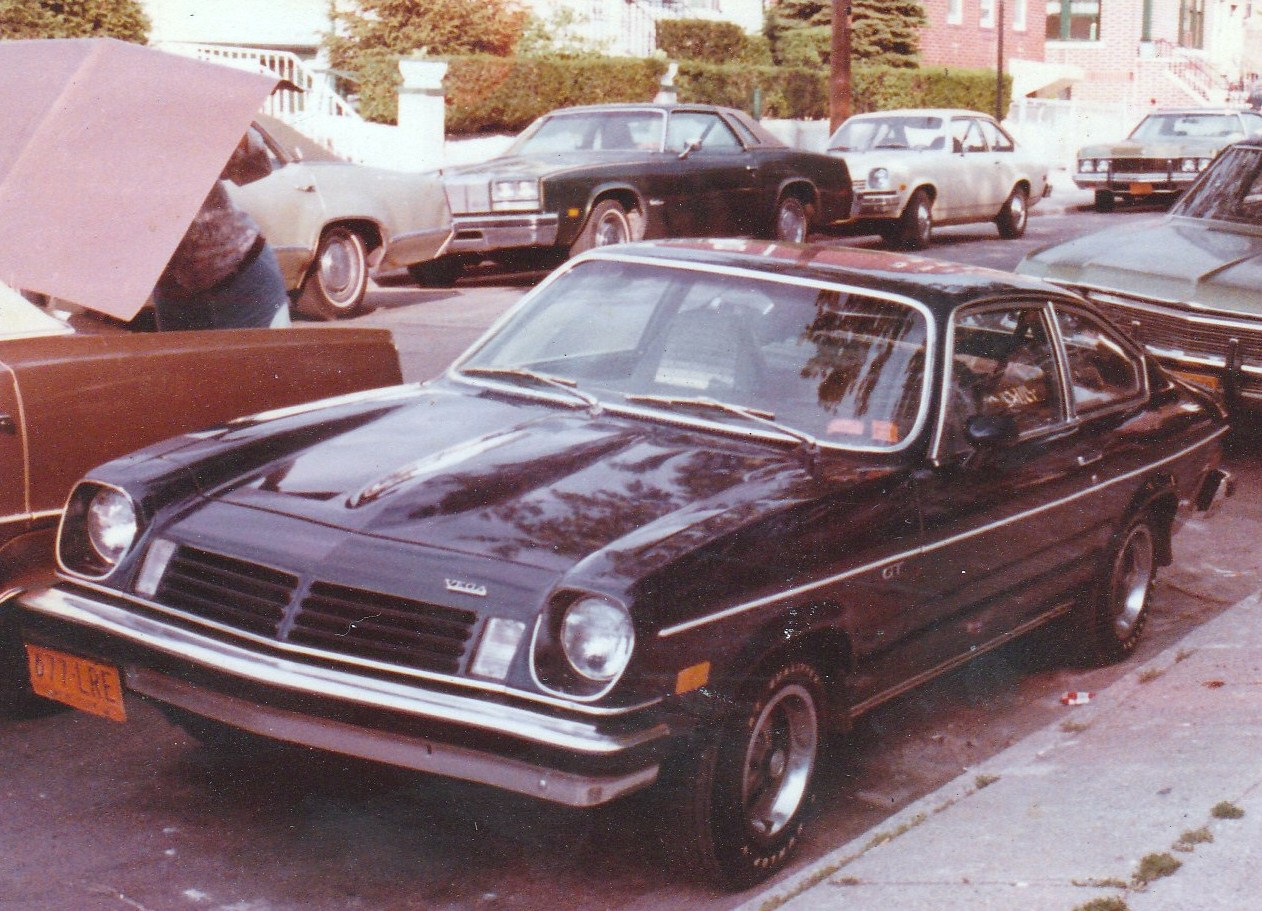
Chevrolet Vega po liftingu

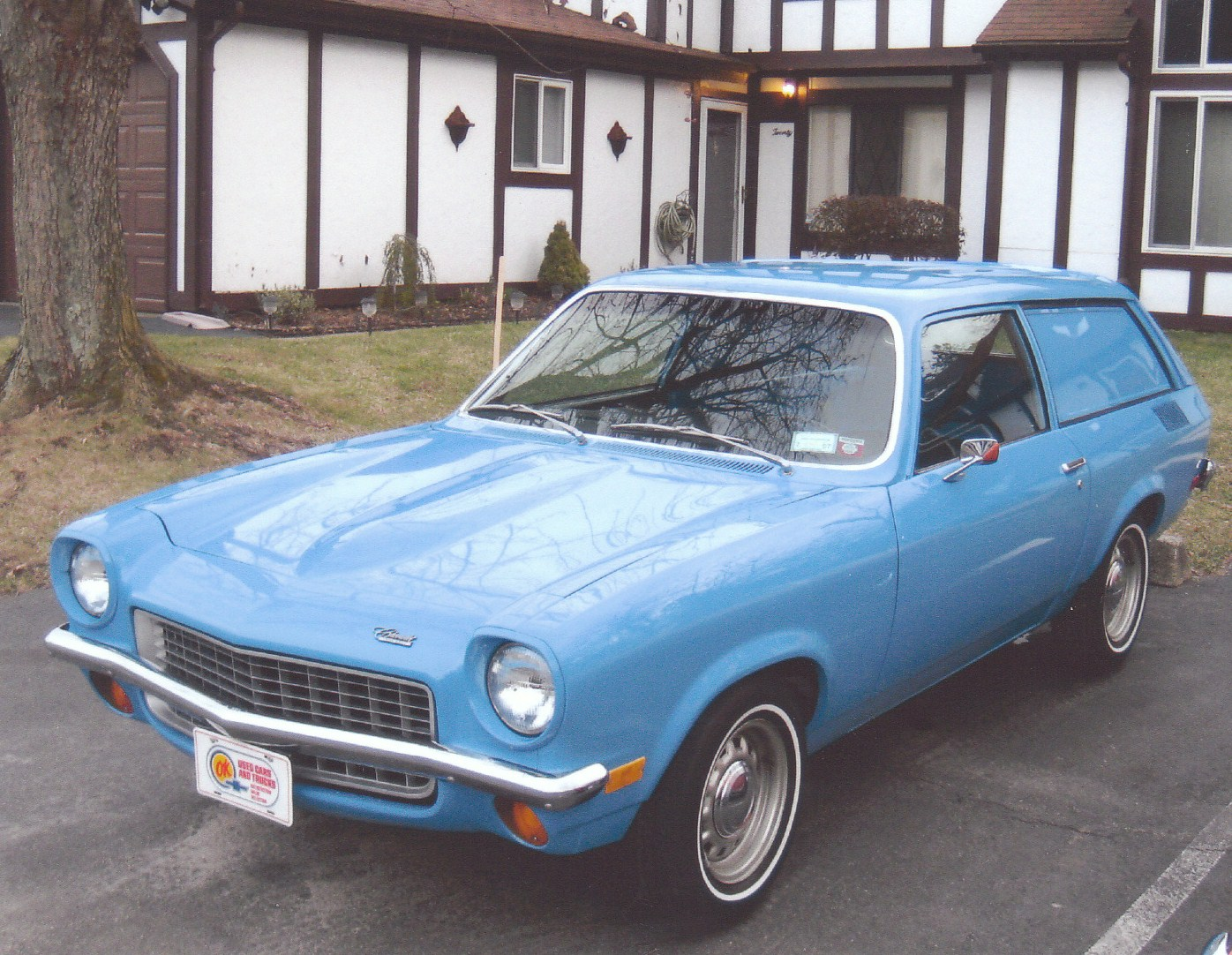
Chevrolet Vega Panel Express

Koncern General Motors w drugiej połowie lat 60. XX wieku rozpoczął prace nad nowym kompaktowym modelem, który przyjął zupełnie inną koncepcję niż dotychczas oferowany najmniejszy pojazd w ofercie, Corvair. Konstrukcja przeznaczona dla marek Chevrolet i Pontiac miała stanowić odpowiedź na takie konkurencyjne konstrukcje, jak AMC Gremlin czy Ford Pinto wraz z bliźniaczym Mercury Bobcat.
Efektem prac konstruktorów został Chevrolet Vega, którego nazwę zaczerpięto od najjaśniejszej gwiazdy Gwiazdozbioru Lutni, Wegi. Premiera samochodu odbyła się w czerwcu 1970 roku, trafiając do sprzedaży w drugiej połowie roku.
Pojazd oferowany był zarówno jako-drzwiowe coupé, jak i 3-drzwiowy fastback z łagodnie ściętym dachem oraz 3-drzwiowe kombi dostępne zarówno w wariancie osobowym, jak i dostawczym. Do napędu używano dwóch silników R4 do wyboru o pojemności 2,0 lub 2,3 litra. Moc przenoszona była na oś tylną poprzez 2- lub 3-biegową automatyczną bądź 3-, 4- lub 5-biegową manualną skrzynię biegów.
Chevrolet Vega charakteryzował się charakterystycznymi, pojedynczymi reflektorami umieszczonymi w przetłoczeniach biegnących od muskularnych błotników, a także podwójnymi tylnymi lampami nawiązującymi do większych muscle carów Chevroleta.

### Lifting
W 1975 roku Chevrolet Vega wraz z bliźniaczym Pontiakiem Astre przeszedł głęboką modernizację, która przyniosła obszerne zmiany głównie w wyglądzie pasa przedniego. Zyskał on bardziej ściętą formę z głęboko umieszczonymi reflektorami, a także nowy kształt atrapy chłodnicy w kolorze nadwozia.
Chevrolet Vega obecny był na rynku łącznie przez 7 lat, znikając z rynku ostatecznie w 1977 roku. Wówczas Chevrolet zdecydował się zastąpić ją nieznacznie większym, lecz podobnych wymiarów modelem Monza.

### Sprzedaż

#### Kontrowersje
W momencie rynkowego debiutu Chevroleta Vegi samochód wywołał pozytywne reakcje amerykańskiej prasy motoryzacyjnej, której wyrazem było przyznanie pojazdowi prestiżowego wyróżnienia 1971 Motor Trend Car of the Year. Pomimo entuzjastycznego przyjęcia, wraz z kolejnymi latami rynkowej obecności, najmniejszy pojazd Chevroleta zaczął budzić narastającą krytykę użytkowników. Nabywcy punktowali rażące niedopracowanie konstrukcji i złą jakość wykonania pojazdów, która skutkowała nie tylko niskim komfortem jazdy, ale i w dłuższej perspektywie - wysoką awaryjnością i kłopotami z rdzą.
Krytyka niedopracowania konstrukcji Chevroleta niosła negatywne skutki dla reputacji samochodu w Ameryce Północnej, w efekcie prowadząc do szybkiego spadku cen egzemplarzy na rynku wtórnym i utraty zaufania konsumentów nie tylko wobec samej filii Chevrolet, ale i całego koncernu General Motors. Obecna przez 7 lat na rynku Vega przyniosła koncernowi duży kryzys wizerunkowy, która dziś uznawana jest za jeden z największych w historii amerykańskiej motoryzacji.

#### Vert-A-Pac

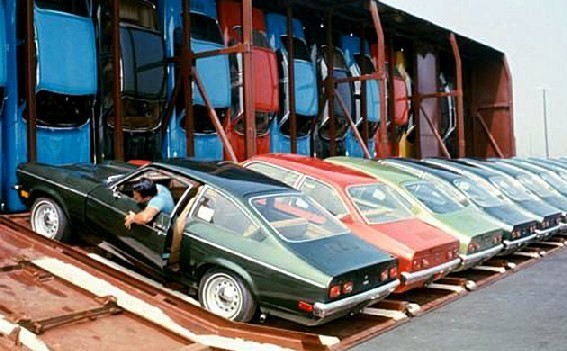
Pionowy transport Chevroletów Vega

Chevrolet Vega zyskał popularność i rozpoznawalność także dzięki nietypowej metodzie transportu, jaką producent stosował wobec tego pojazdu w ramach dostarczania fabrycznych egzemplarzy z zakładów produkcyjnych do klientów. Pojazdy przewożone były w wagonach kolejowych wertykalnie, jeden obok drugiego, maską do dołu. System nazwano Vert-A-Pac.
Nietypowa metoda miała pozwolić Chevroletowi obniżyć koszty transportu, które w przypadku wykorzystania kolei były stosunkowo wysokie. Specjalnie ukształtowane wagony pozwalały pomieścić nawet 30 sztuk pojazdu, zamiast o połowę mniej przy tradycyjnej metodzie transportu. Chevrolet Vega został przy tym skonstruowany tak, aby płyny eksploatacyjne pozostały nienaruszone podczas pionowego umieszczenia pojazdu w wagonach.
Jako że wagony zbudowane do obsługi systemu Vert-A-Pac wymagały wielu specyficznych konstrukcyjnych rozwiązań, ewentualne przerobienie ich na klasyczne po zakończeniu produkcji Vegi było nieopłacalne i ostatecznie zostały one zezłomowane.

### Dane techniczne (2300)
- R4  2,3 l (2294 cm³), 2 zawory na cylinder, OHV
- Układ zasilania: gaźnik
- Średnica cylindra × skok tłoka: 89,00 mm × 91,90 mm
- Stopień sprężania: 8,0:1
- Moc maksymalna: 81 KM (60 kW) przy 4400 obr./min
- Maksymalny moment obrotowy: 164 N•m przy 2400-2800 obr./min
- Prędkość maksymalna: 138 km/h

### Dane techniczne (2300 GT)
- R4  2,3 l (2294 cm³), 2 zawory na cylinder, OHV
- Układ zasilania: gaźnik
- Średnica cylindra × skok tłoka: 89,00 mm × 91,90 mm
- Stopień sprężania: 8,0:1
- Moc maksymalna: 91 KM (67 kW) przy 4800 obr./min
- Maksymalny moment obrotowy: 164 N•m przy 2800-3200 obr./min